# Ernesto Remani
Ernesto Remani, all'anagrafe Ernst Rechenmacher (Merano, 6 febbraio 1906 – Francoforte sul Meno, 12 dicembre 1966), è stato un regista, sceneggiatore e produttore cinematografico italiano.

## Biografia
Nato Ernst Rechenmacher, italianizzò il suo nome in quello di Ernesto Remani. Dal 1923 al 1928 fu membro del Partito Nazionale Fascista. Iniziò la sua carriera cinematografico nel 1930 come assistente alla regia di Luis Trenker, altoatesino come lui. Fino al 1930 fu attivo come attore recitando in piccoli ruoli. Nel 1934 entrò nel Reichsfachschaft Film, nella sezione produzione cinematografica. Nel 1935 prese parte alla Guerra d'Etiopia negli Alpini.
In Germania fu assunto per la prima volta come assistente per il film Non ti scordar di me  di Augusto Genina. Fu attivo anche come produttore cinematografico fino al 1945, prima di passare alla regia e sceneggiatura iniziata nel 1947 con il film L'isola del sogno, con Guglielmo Barnabò e Carlo Campanini, dove realizzò il soggetto e la sceneggiatura insieme a Ferruccio Biancini. Visse poi alcuni anni in Brasile, dove diresse film tra cui Destino em Apuros, prima pellicola a colori in quel Paese, e Sob o Céu da Bahia, col quale fu in concorso al Festival di Cannes del 1956.

## Filmografia

### Regista
- L'isola del sogno (1947)
- El gaucho y el diablo (1952)
- Destino em Apuros (1954)
- Sob o Céu da Bahia (1956)
- Die Schönste, co-regia di Walter Beck (1957)

### Assistente alla regia
- Montagne in fiamme (Berge in Flammen), regia di Karl Hartl e Luis Trenker - non accreditato (1931)
- Oro (Gold), regia di Karl Hartl (1934)
- Non ti scordar di me, regia di Augusto Genina (1935)
- Corridoio segreto (Der Favorit der Kaiserin), regia di Werner Hochbaum (1936)
- Ave Maria, regia di Johannes Riemann (1936)
- Sinfonie di cuori (Du bist mein Glück), regia di Karl Heinz Martin (1936)
- La canzone del cuore (Die Stimme des Herzens), regia di Karl Heinz Martin (1937)
- Millionäre, regia di Karl Heinz Martin (1937)
- Mutterlied, regia di Carmine Gallone (1937)
- Der Mann, der nicht nein sagen kann, regia di Mario Camerini (1938)
- Der Hampelmann, regia di Karl Heinz Martin (1938)
- Marionette, regia di Carmine Gallone (1939)
- L'allegro cantante (Das Abenteuer geht weiter), regia di Carmine Gallone (1939)
- Il sogno di Butterfly, regia di Carmine Gallone (1939)
- Der singende Tor, regia di Johannes Meyer (1939)
- Manon Lescaut, regia di Carmine Gallone (1940)

### Sceneggiatore
- L'isola del sogno, regia di Ernesto Remani - soggetto (1947)
- Sob o Céu da Bahia, regia di Ernesto Remani (1956)
- Die Schönste, regia di Ernesto Remani, Walter Beck (1957)

### Produttore
- Der Herr im Haus, regia di Heinz Helbig - assistente alla produzione (1940)
- All'ombra della montagna  (Im Schatten des Berges) - production manager, regia di Alois Johannes Lippl (1940)
- Il grand'uomo mio marito (Hauptsache glücklich!), regia di Theo Lingen - produttore esecutivo (1941)
- Jenny und der Herr im Frack, regia di Paul Martin - production manager (1941)
- Avventura di lusso (Ein Zug fährt ab), regia di Johannes Meyer - production manager (1942)
- Johann, regia di Robert A. Stemmle - capo produzione (1943)
- Die schwache Stunde, regia di Vladimír Slavínský (1943)
- Es fing so harmlos an, regia di Theo Lingen (1944)
- Ich bitte um Vollmacht, regia di Karl Leiter (1944)